# 加藤武司
加藤武司（日语：／ Katō Takeshi，1942年9月25日—1982年7月24日），日本男子竞技体操运动员，毕业于早稻田大学。他曾获得1968年夏季奥运会体操比赛男子团体全能金牌和男子自由体操铜牌。